# Bulbophyllum glaucifolium
Bulbophyllum glaucifolium är en orkidéart som beskrevs av Jaap J. Vermeulen. Bulbophyllum glaucifolium ingår i släktet Bulbophyllum och familjen orkidéer. Inga underarter finns listade i Catalogue of Life.